# Al·legoria de la pintura
L'Art de la pintura (en neerlandès: Allegorie op de schilderkunst), també coneguda com a Al·legoria de la pintura o Pintor al seu estudi, és un oli sobre tela del segle xvii del pintor holandès Johannes Vermeer. És propietat de la República austríaca i es troba al Museu Kunsthistorisches de Viena.
Aquesta pintura il·lusionista és una de les més famoses de Vermeer. El 1868 Thoré-Bürger, conegut avui pel seu redescobriment de l'obra del pintor Johannes Vermeer, va considerar aquesta pintura com la més interessant. Svetlana Alpers la va descriure com única i ambiciosa i Walter Liedtke "com a mostra virtuosa del poder d'invenció i execució de l'artista, escenificat en una versió imaginària del seu estudi..." Segons Albert Blankert, "Cap altra pintura integra perfectament la tècnica naturalista, l'espai il·luminat i una complexa composició integrada."
Molts historiadors de l’art creuen que es tracta d’una al·legoria de la pintura, d’aquí el títol alternatiu del quadre. La seva composició i iconografia el converteixen en el treball Vermeer més complex de tots. Després del Crist a la casa de Marta i Maria és la seva obra més gran.

## Descripció

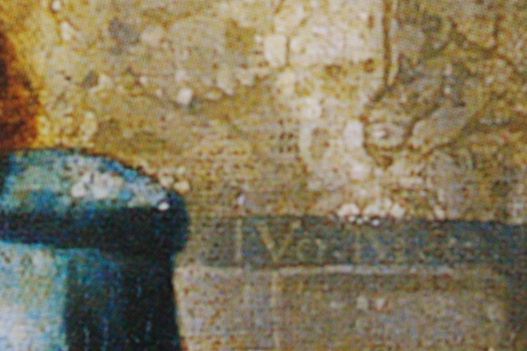
La seva signatura

La pintura descriu un artista que pinta una dona vestida de blau representada com una model en el seu estudi. La dona està dempeus al costat d'una finestra i a la paret del fons penja un mapa gran dels Països Baixos. L'obra està signada a la dreta de la noia ("I [Oannes] Ver. Meer") però no està datada. La majoria dels experts suposen que es va pintar en algun moment entre el 1665 i el 1668, per bé que altres suggereixen que l'obra podria haver estat creada en un moment més tardà, cap al 1670-1675.
El 1663 Balthasar de Monconys, viatger, diplomàtic, físic i magistrat francès, va visitar Vermeer però el pintor no tenia cap treball per mostrar-li, per la qual cosa se suposa que el quadre es va fer "per tal de tenir un exemplar destacat del seu art al seu estudi" A Vermeer, evidentment, li agradava la pintura; mai no la va vendre durant la seva vida. Segons Alpers, "és una mena de resum i valoració del que s'ha fet".
.

### Elements

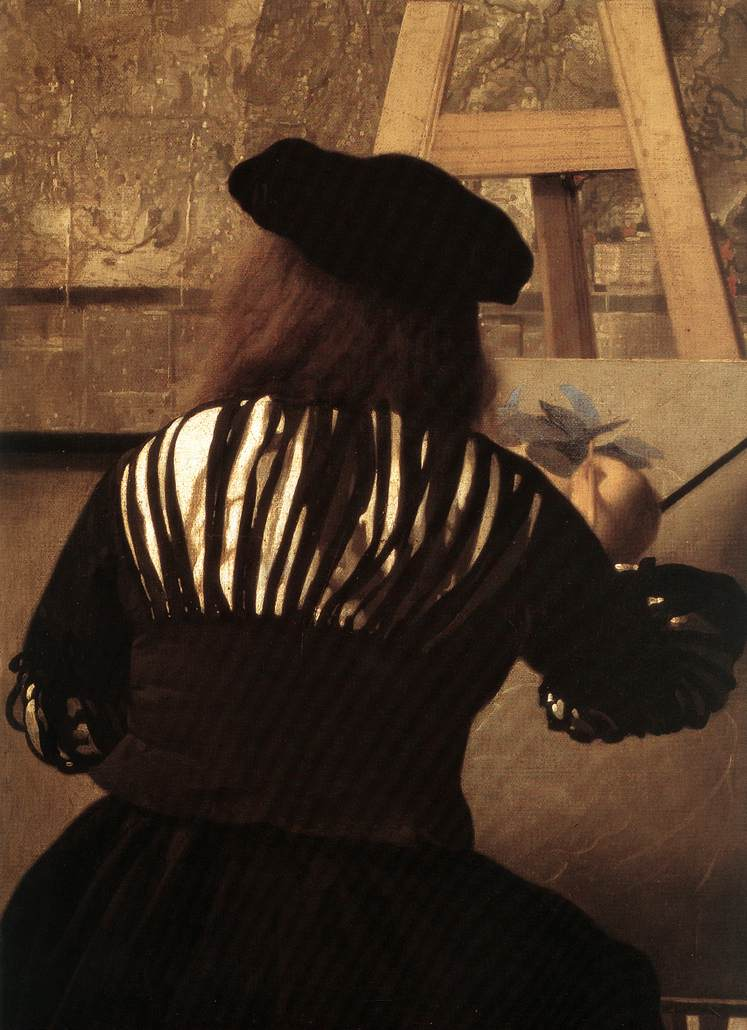
Detall dAl·legoria de la pintura que mostra el pintor davant del seu cavallet utilitzant un bastó de pintor.

El quadre té només dues figures, el pintor i la seva model, una dona amb els ulls abatuts. Es pensava que el pintor era un autoretrat de l'artista i Jean-Louis Vaudoyer va suggerir que la jove podia ser la seva filla. El pintor s'asseu davant del quadre al cavallet, on es pot veure l'esbós de la corona. Va vestit amb una elegant peça negra amb talls a les mànigues i a la part posterior, que ofereix una visió de la brusa de sota. Porta calça curta i mitges de color taronja, un vestit car i de moda que també es troba en altres obres de l’època, com en un conegut autoretrat de Rubens.
El tapís i la cadira en primer pla condueixen l'espectador cap a la pintura. Com en l'Al·legoria de la fe, es pot veure el sostre.
Els experts atribueixen símbols a diversos components del quadre. Alguns dels elements, com una màscara de guix potser representant el debat sobre un paragone, la presència d’un tros de roba, un foli i una mica de cuir sobre la taula s'han relacionat amb els símbols de les arts liberals. La representació del terra de rajola de marbre i l'esplèndid canelobre daurat són exemples de l’artesania de Vermeer i mostren el seu coneixement de la perspectiva. Cada objecte reflecteix o absorbeix la llum de manera diferent, obtenint la representació més precisa dels efectes materials.

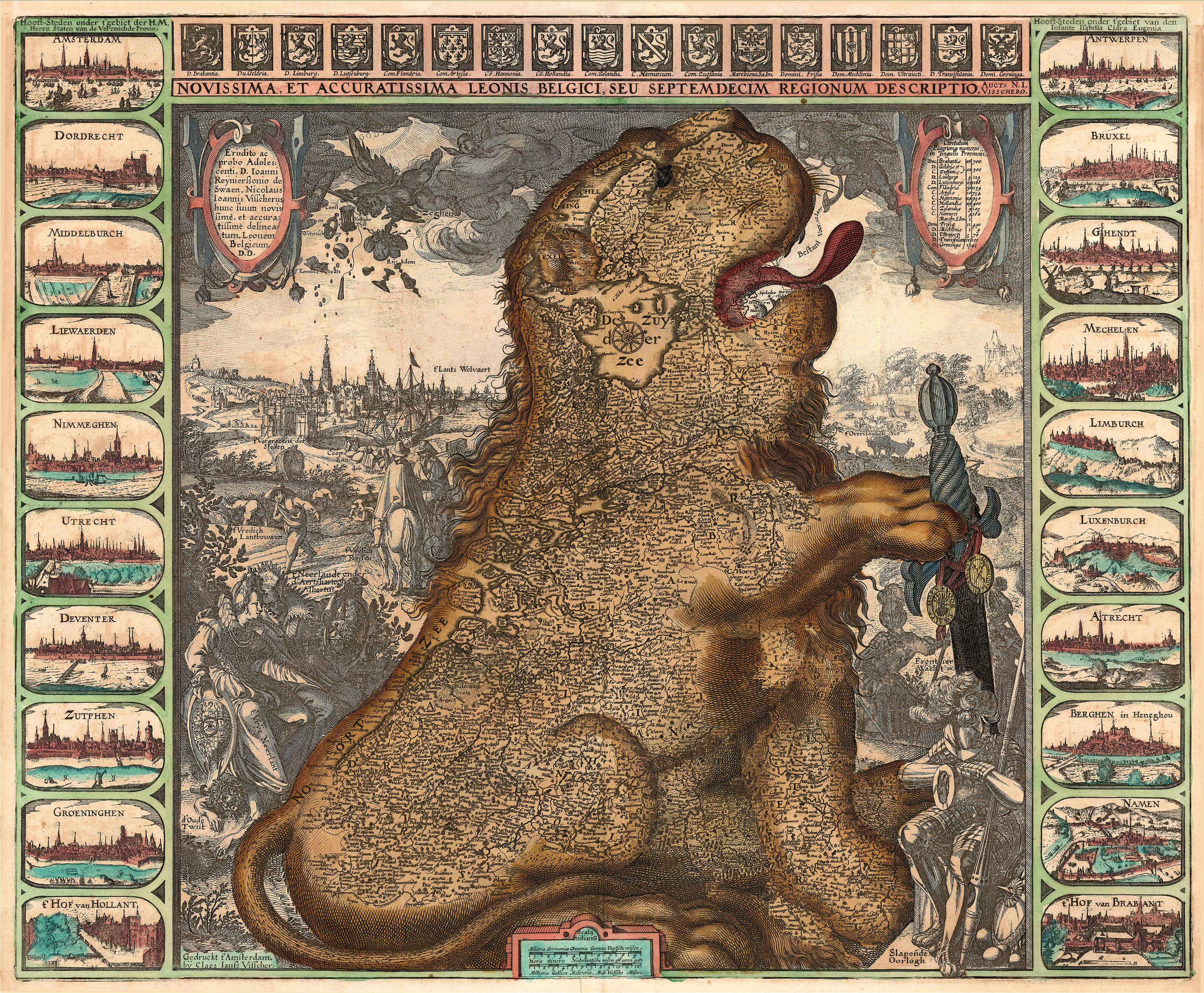
Leo Belgicus de Visscher (1611)

En el mapa destaca la representació de la llum sobre la seva superfície. Mostra les Disset Províncies dels Països Baixos, flanquejades per vint vistes de ciutats holandeses importants. El va publicar Claes Janszoon Visscher el 1636. Aquest mapa, però sense les vistes de la ciutat a l'esquerra i a la dreta, es pot veure també en pintures de Jacob Ochtervelt i Nicolaes Maes. Es van trobar mapes similars a la Biblioteca Nacional de París i a la Skokloster sueca. A la part superior esquerra del mapa es poden veure dues dones: una porta un bastó o creu de Jacob i brúixoles, mentre que l’altra té una paleta, un raspall i una vista de la ciutat a la mà.

### Simbolisme i al·legoria

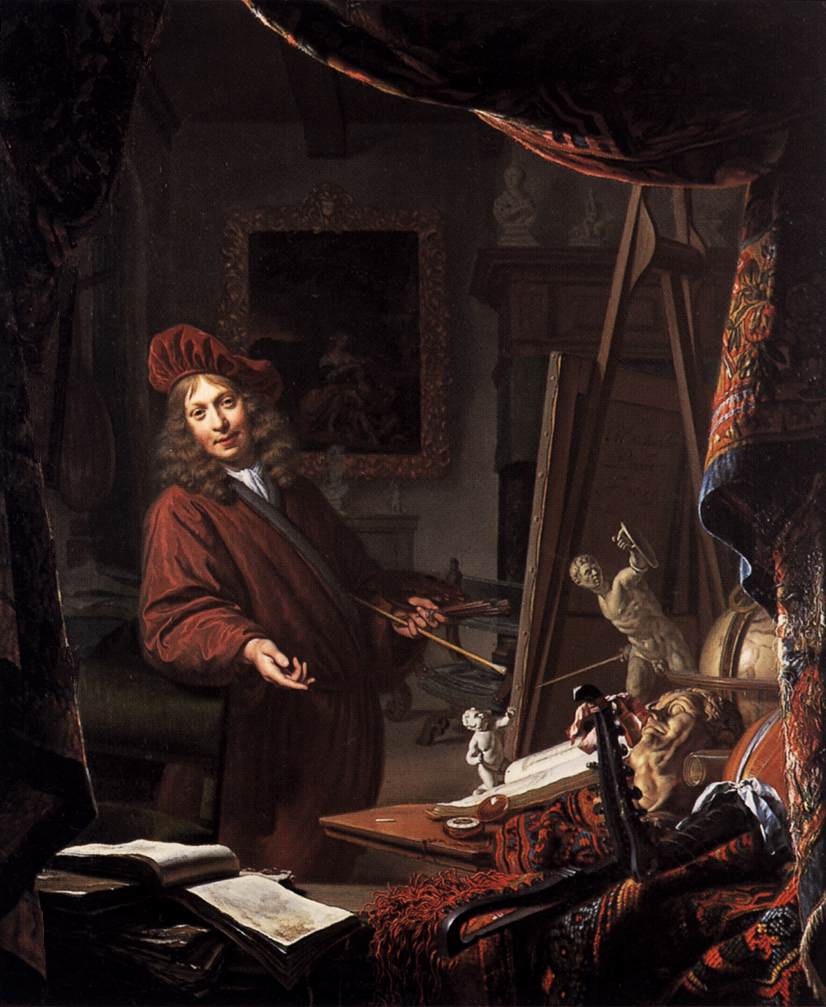
L'estudi del Pintor per Michiel van Musscher

Vermeer tenia un interès teòric pel quadre. Es creu que el tema que s'hi representa és Fama, Pictura, o Clio, la Musa de la Història, pel fet que porta una corona de llorer, sosté una trompeta, porta un llibre (potser d’Heròdot o Tucídides), representació que coincideix amb la descripció que en fa Cesare Ripa al segle xvi en el llibre d'emblemes i personificacions titulat Iconologia. No obstant això, segons Ripa la musa de la Història hauria de mirar enrere i no cap avall com en aquest quadre. Després de Gérard de Lairesse, contemporani de Vermeer interessat pel classicisme francès i Ripa, hi ha una altra explicació: esmenta la història i la poesia com a principals recursos d'un pintor. La dona vestida de blau podria representar la poesia, assenyalant que Plutarc va observar que «Semònides parla de pintura poesia silenciosa i pintura poètica que parla», més tard parafrasejada pel poeta llatí Horaci com Ut pictura poesis. En cas afirmatiu, el mapa representa la història.

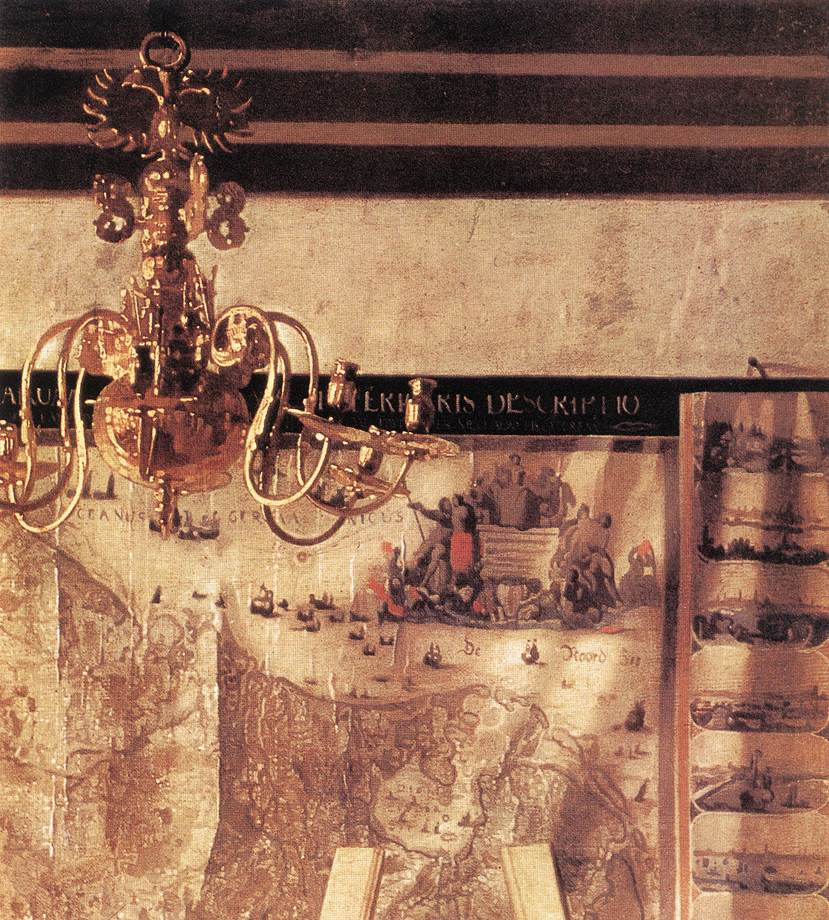
Hi ha una àguila bicèfala sobre el canelobre?

L'àguila bicèfala, símbol del Sacre Imperi Romanogermànic dels Habsburg, que possiblement adorna la part superior del canelobre d’or central, podria representar els antics governants dels Països Baixos.
El mapa gran de la paret del darrere té un relleu destacat que divideix les Disset Províncies en el nord i el sud (Occident es troba a la part superior del mapa). Aquest relleu podria simbolitzar la divisió entre la República Holandesa a les províncies del nord i del sud, sota el domini dels Habsburg. El mapa mostra la divisió política anterior entre la Unió d'Utrecht al nord i les províncies lleials al sud. Aquesta interpretació podria haver incitat a Hitler, que va ser propietari del quadre durant la guerra. Segons Liedtke, una interpretació política del mapa i l'àguila dels Habsburg no és convincent, en tant que passa per alt altres motius.
El mapa podria suggerir, encara, que la pintura ha portat fama als Països Baixos: els vaixells que naveguen pels plecs ho suggereixen.

## Procedència
La pintura es considera una obra de referència per a Vermeer, pel fet que mai no se'n va separar ni la va vendre, fins i tot quan tenia deutes. El 24 de febrer de 1676 la seva vídua Catharina la va llegar a la seva mare, Maria Thins, per intentar evitar-ne la venda per satisfer els seus creditors. L'executor de la finca de Vermeer, el famós microscopista de Delft Antonie van Leeuwenhoek, va determinar que la transferència de l'obra a la sogra del del pintor era il·legal i, segons John Michael Montias, si més no va ser una transacció curiosa. El 15 de març de 1677 la majoria de les seves pintures es van vendre en una subhasta al Gremi de Delft. No se sap qui va comprar l'Al·legoria de la pintura, potser va ser Jacob Dissius. No es pot determinar amb certesa si és el quadre que se cita a la subhasta Dissius de 1696 com a "Retrat de Vermeer en una habitació amb diversos accessoris". L'obra era propietat de Gerard van Swieten i va passar a mans de Gottfried van Swieten. El 1813 el va comprar el comte bohemi-austríac Rudolf Czernin per 50 florins. Es va exposar públicament al Museu Czernin de Viena.
Fins al 1860 es va considerar que l'obra havia estat pintada pel contemporani de Vermeer, Pieter de Hooch, pel fet que Vermeer era poc conegut fins a finals del segle xix. Fins i tot es va forjar la signatura de Hooch en el quadre. Va ser gràcies a la intervenció de l’historiador de l’art alemany Gustav Friedrich Waagen que es va reconèixer com a original de Vermeer.

### Interès nazi

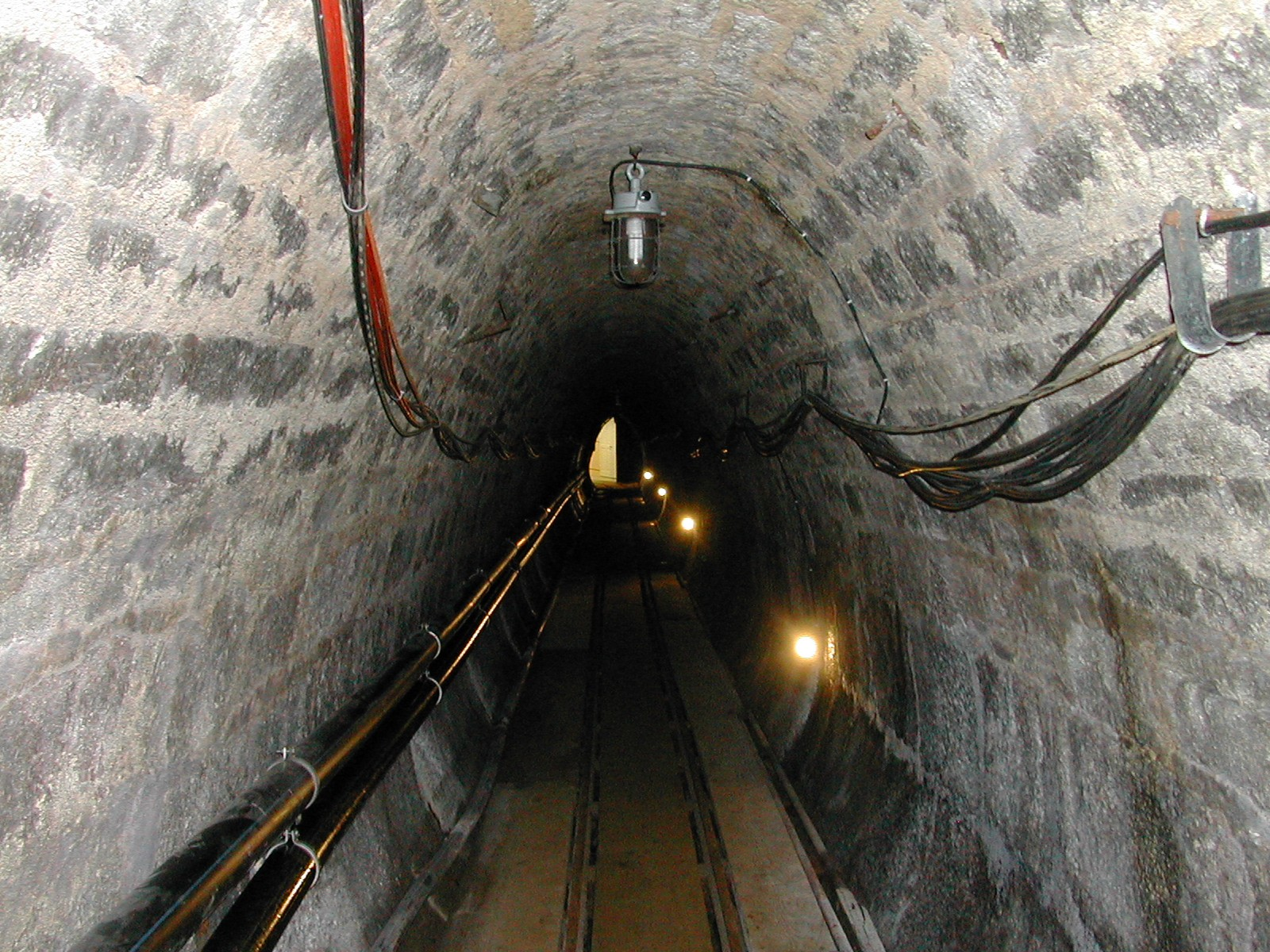
Un túnel de la mina de sal Altaussee.

El 1935 el comte Jaromir Czernin havia intentat vendre el quadre a Andrew W. Mellon però el govern austríac va prohibir-ne l'exportació. Després de l'annexió d’Àustria, Philipp Reemtsma, amb l’ajuda del Reichsmarschall Hermann Göring, va intentar adquirir-lo però es va denegar la transacció a una persona privada en ser l'obra patrimoni cultural. Finalment la va adquirir Adolf Hitler per a la col·lecció del museu de Linzer a un preu d'1,82 milions de Reichsmark, a través del seu agent Hans Posse el 20 de novembre de 1940. Al final de la Segona Guerra Mundial, l'any 1945, la pintura es va rescatar d'una salina propera a Altaussee, on s'havia resguardat dels atacs de bombarders aliats, junt amb altres obres d'art. El quadre es va transportar a Viena des de Múnic escortat per Andrew Ritchie, cap del programa de Monuments, Belles Arts i Arxius (MFA&A) per Àustria, que el va transportar tancant-se ell mateix i la pintura en un compartiment del tren.
Els nord-americans van presentar la pintura al govern austríac el 1946, ja que es considerava que la família Czernin l'havia venut voluntàriament, sense força indeguda de Hitler. Durant els primers anys de la meitat dels anys cinquanta, Czernin va continuar amb els seus intents de reclamar la restitució, que cada vegada es va rebutjar. El 1958 l'Al·legoria de la pintura de Vermeer finalment es va traslladar de la seva condició temporal a la col·lecció permanent del Museu d'Història de l'Art de Viena.

### 2009 petició de restitució dels hereus
L’agost de 2009 els hereus de la família Czernin van presentar una sol·licitud al ministeri de cultura d’Àustria per a la devolució del quadre. Als anys seixanta s'havia presentat una sol·licitud prèvia que s'havia "rebutjat perquè considerava que la venda havia estat voluntària i el preu era adequat". Una llei de restitució de 1998 de les institucions públiques ha reforçat la posició legal de la família.